# Wichren Sandanski
Der PFC Wichren Sandanski, auch PFK Vihren Sandanski (bulgarisch.: Вихрен Сандански) ist ein bulgarischer Fußballverein aus Sandanski. 

## Allgemeines
Der Ursprungsverein Ustrem Sandanski wurde am 24. Mai 1925 gegründet. Weitere Namen waren: Gotse Delchev (von 1931 bis 1948), Yane Sandanski  (bis 1949) und Cherveno Zname Sandanski (bis 1957). 1957 erhielt der Verein seinen heutigen Namen Profesionalen Futbolen Club Vihren Sandanski.
1977 gelang der Aufstieg in die B Grupa. Mit Platz 14 in der Gruppe Nord gelang in der Saison 1977/78 der Klassenerhalt. In der Saison 1979/80 wurde der Verein Zweiter nach Belasiza Petritsch. Der Abstieg in die W Grupa konnte in der Saison 1982/83 nur durch eine bessere Tordifferenz verhindert werde und blieb in den Folgesaisons im Mittelfeld der B Grupa. In der Saison 1989/90 folgte dann der Abstieg aus der B Grupa. Es folgte nach dem Wiederaufstieg in der Saison 1993/94 der direkte Wiederabstieg.
2003 stieg die Mannschaft in die B Grupa auf und konnte in der Saison 2003/04 den neunten Platz sichern. Bereits in der Folgesaison wurde Sandanski Zweitligameister. Damit spielte der Verein in der Saison 2005/06 in der höchsten bulgarischen Spielklasse der A Grupa und konnte in der Saison mit Platz 9 den direkten Wiederabstieg verhindern. In den Saisons in der A Grupa konnte der Verein eine Vielzahl von ausländischen Spielern, besonders aus Portugal und Brasilien, aber auch aus Afrika und anderen europäischen Ländern, wie u. a. Griechenland, verpflichten. Erst in der Saison 2008/09 folgte als Tabellenvierzehnter der Abstieg in die B Grupa. Hier wurde ein Platz 4 in der Gruppe West erreicht. Die Saison 2011/12 konnte die Mannschaft nicht mehr in der B Grupa antreten, da sie die Lizenzbedingungen nicht erfüllen konnte. Sandanski trat erst später wieder in der W Grupa an, wo die Mannschaft seither spielt.

## Erfolge (Auswahl)
- Aufstieg in die erste bulgarische Liga: 2004/05
- Viertelfinale im bulgarischen Pokal: 2005/06 (gegen Tscherno More Warna nach Verlängerung[3]), 2006/07 (gegen Lokomotive Plovdiv[4]), 2008/09 (gegen Levski Sofia[5])

## Trainer (Auswahl)
- Filip Filipow: 2007 bis 2009
- Gjoko Hadžievski: 2006/07
- Petar Michtarski: 2004/05
- Jordan Bosdanski: 2004/05 und 2010

## Bekannte Personen (Auswahl)
- Wassil Metodiew: Jugendspieler und bis 1956 im Verein
- Jordan Bosdanski: 1983/84 im Verein, später Trainer der Mannschaft
- Kiril Dschorow: Jugendspieler und bis 1997 und erneut von 2008 bis 2010 im Verein
- Ljuben Nikolow: 2004/05 als Abwehrspieler (Leihe) im Verein
- Georgi Batschew: von 2004 bis zu seinem Karriereende 2007 im Verein
- Kostadin Djakow: 2005 als Mittelfeldspieler (Leihe) im Verein
- Saša Simonović: 2005/06 als Mittelfeldspieler im Verein
- Rumen Trifonow: 2006/07 als Abwehrspieler im Verein
- Pawel Widanow: 2007/08 als Abwehrspieler (Leihe) im Verein
- Rodolfo Lima: 2007/08 im Verein